# راه‌آهن تاپا-تارتو
راه‌آهن تاپا-تارتو یک خط راه‌آهن در کشور استونی است که از شهر تاپا شروع و در شهر تارتو به پایان میرسد.
این خط که در سال ۱۸۷۶ تاسیس شده دارای ۱۰ ایستگاه و ۱۱۲.۵ کیلومتر طول است.

## نگارخانه

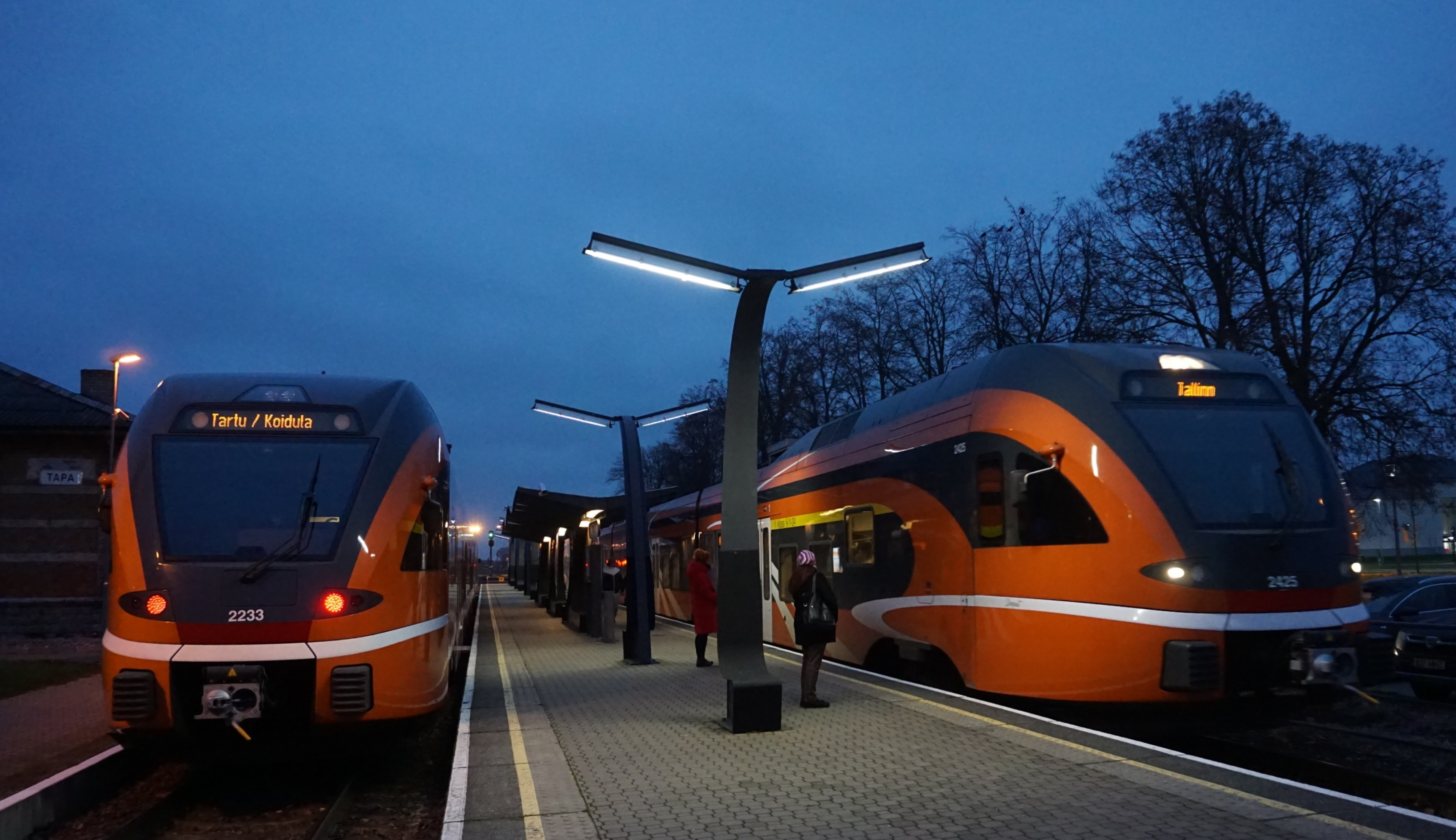
ایستگاه راه‌آهن تاپا
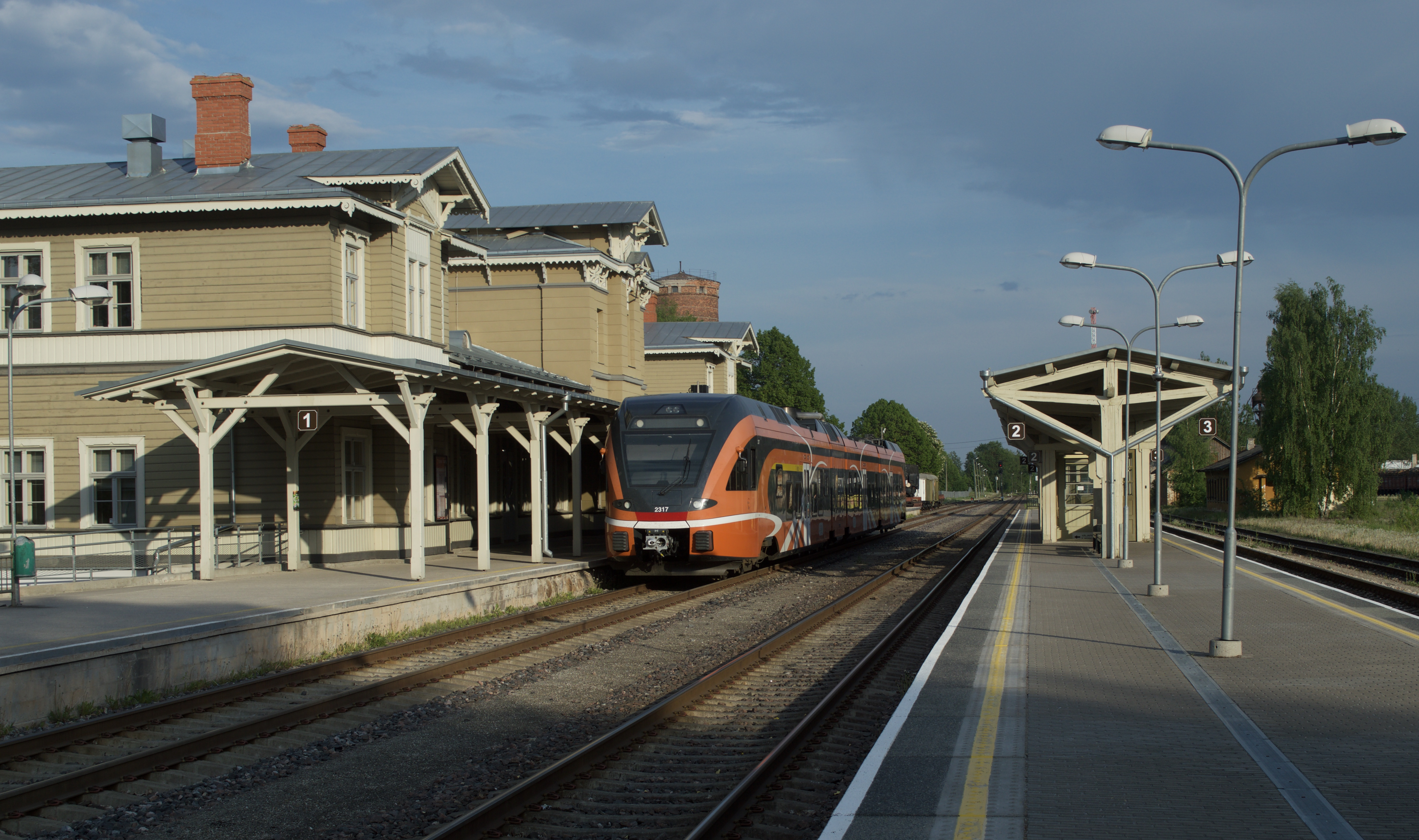
ایستگاه راه‌آهن تارتو
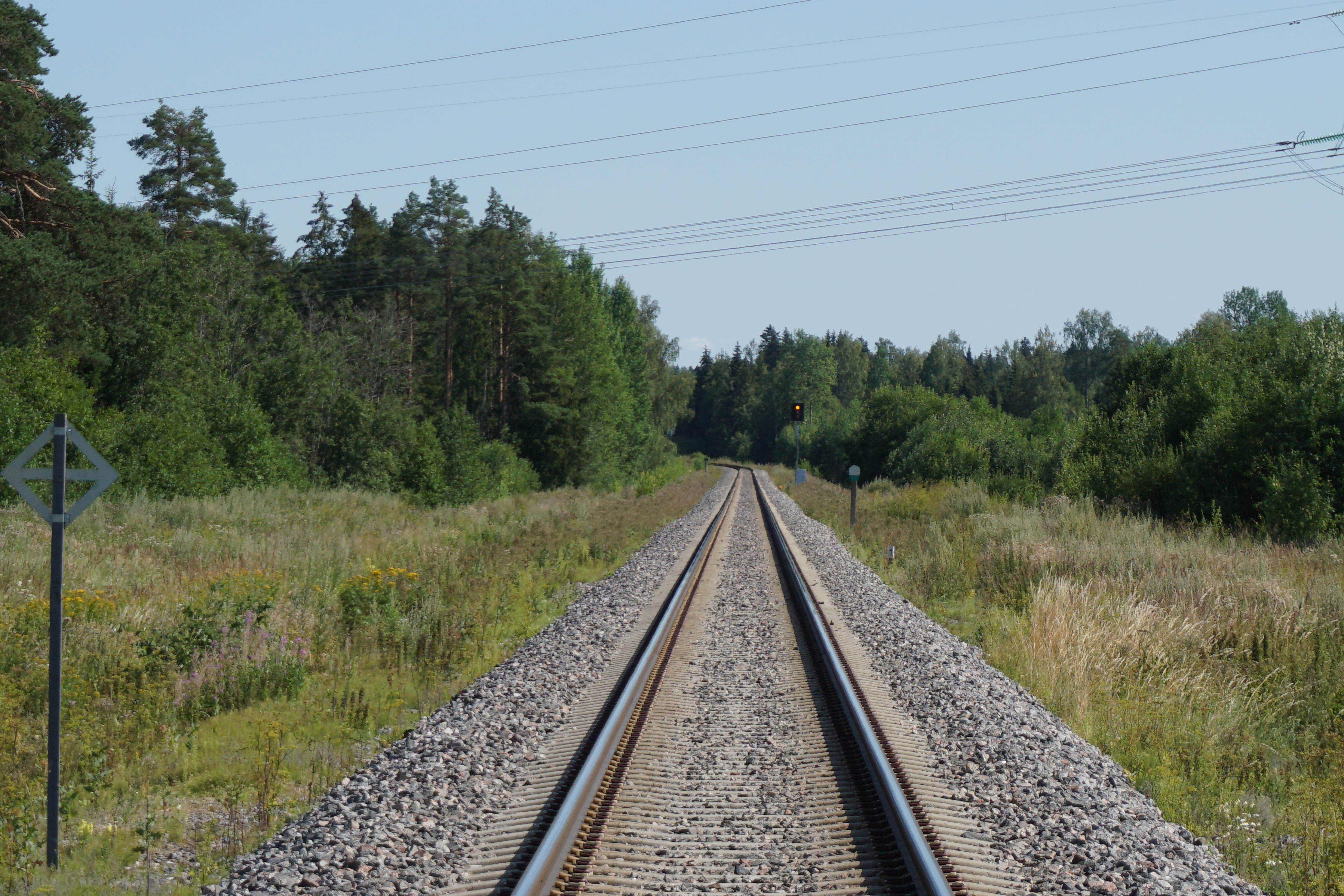
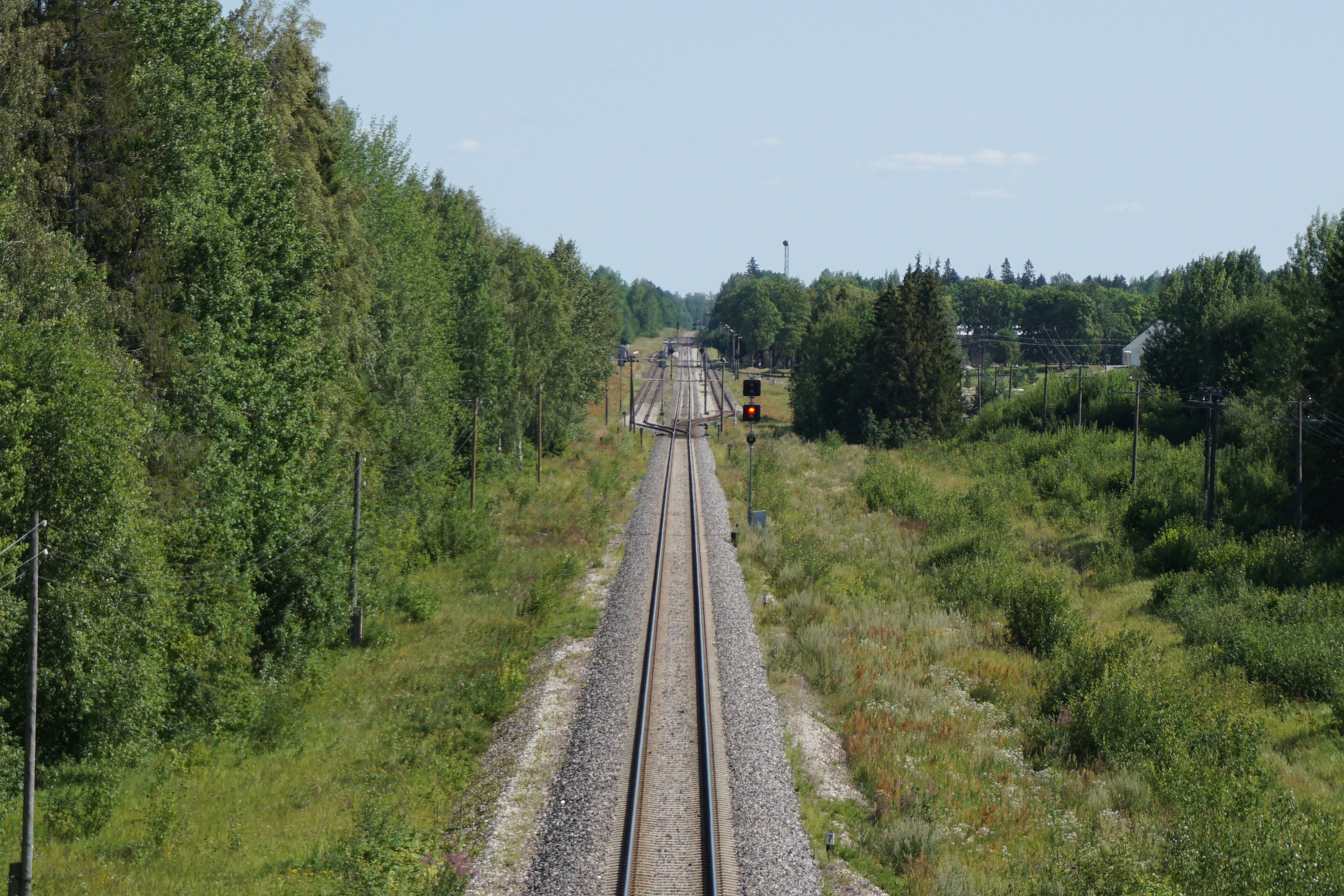